# Nguyễn Quang Thùy
Nguyễn Quang Thùy (chữ Hán: 阮光垂; ? – 1802), là con vua Quang Trung và là Tiết chế thủy bộ chư quân miền Bắc của nhà Tây Sơn trong lịch sử Việt Nam.

## Tiểu sử
Nguyễn Quang Thùy là con trai vua Quang Trung, nhưng không phải là anh em cùng mẹ với Nguyễn Quang Toản.
Không rõ ông tham dự việc quân vào năm nào. Chỉ biết sau trận đại thắng mùa xuân Kỷ Dậu (1789), vua Quang Trung lập Nguyễn Quang Toản làm Hoàng thái tử, phong Nguyễn Quang Bàn làm Tuyên công lĩnh chức Đốc trấn Thanh Hóa, thì Nguyễn Quang Thùy được phong làm Khang công lãnh chức Tiết chế thủy bộ chư quân miền Bắc
Theo Việt sử tân biên, ngày 26 tháng 7 năm Kỷ Dậu (1789), khi có chỉ dụ của vua nhà Thanh là Càn Long phong cho vua Quang Trung làm An Nam quốc vương, thì Nguyễn Quang Thùy có nhiệm vụ tiếp đón sứ bộ tại Thăng Long. Cũng theo sách này, thì lẽ ra, nhà vua phải thân ra Bắc nhận sắc phong, nhưng ngài cố tìm cớ thối thác, chỉ cử con là Nguyễn Quang Thùy, Ngô Văn Sở, Ngô Thì Nhậm ra Thăng Long đón sứ đồng thời mời họ vào Phú Xuân để tuyên thị sắc phong. Tuy nhiên, người cầm đầu sứ bộ nhà Thanh là Thành Lâm cho thế là trái lệ, không chịu vào. Đôi bên cứ dùng dằng mãi, cuối cùng vua Quang Trung phải cho cháu gọi mình bằng cậu là Phạm Công Trị giả làm nhà vua ra Thăng Long nhận sắc. Việc giao thiệp từ đấy mới được êm thấm.
Đến đầu năm 1790, Nguyễn Quang Thùy lại vâng lệnh vua cha theo sứ bộ do An Nam Quốc vương Nguyễn Quang Bình sang Trung Quốc chúc mừng nhân dịp Bát tuần Vạn thọ của vua Càn Long.
Theo Phạm Văn Sơn thì vua Càn Long tưởng Nguyễn Quang Thùy là thế tử Quang Toản, bèn định sắc phong làm An Nam quốc vương thế tử. Tuy nhiên sau đó phái bộ Tây Sơn đã có lời đính chính, nên việc sắc phong đã được cải chính, phong cho Nguyễn Quang Toản làm thế tử. Điều này góp phần củng cố vị thế người cha trong triều đình nhà Thanh. Tuy không được phong thế tử nhưng Nguyễn Quang Thùy cũng được vua Càn Long ban cho áo Mãng bào cũng nhiều tặng phẩm có giá trị khác.
Năm 1791, Nguyễn Quang Thùy đang trấn thủ Thăng Long theo lệnh vua Quang Trung, cùng các tướng Bắc Hà mang quân đánh Lê Duy Chỉ – em Lê Chiêu Thống đang lưu vong ở Trung Quốc – cát cứ tại Cao Bằng. Quang Thùy tiến quân lên Cao Bằng, nhanh chóng đánh bại và bắt được cả Lê Duy Chỉ cùng các thổ hào ủng hộ Duy Chỉ là Hoàng Văn Đồng và Nông Phúc Tấn mang về Thăng Long xử tử.
Tháng 9 năm 1792, vua Quang Trung mất đột ngột, con là Nguyễn Quang Toản lên kế vị lấy niên hiệu là Cảnh Thịnh, thì Quang Thùy vẫn ở Thăng Long giữ chức vị cũ.
Đầu năm 1801, lợi dụng lúc nhà Tây Sơn suy yếu, chúa Nguyễn Phúc Ánh kéo quân thủy bộ ra đánh cửa Thị Nại. Sau khi tiêu diệt gần như toàn bộ lực lượng binh thuyền của quân Tây Sơn ở đây, chúa Nguyễn liền tổ chức tấn công Phú Xuân. Thành Phú Xuân bị đánh hạ, vua Cảnh Thịnh tháo chạy ra Bắc.
Tháng 8 (âm lịch) năm này, Nguyễn Quang Thùy nhận lệnh dẫn quân vào giữ trấn Nghệ An. Đến tháng 11 (âm lịch), sau khi truyền hịch đi các trấn lấy binh, vua Cảnh Thịnh mang toàn bộ lực lượng vào tấn công quân Nguyễn đang ở Quảng Bình.
Ngày 1 tháng Giêng năm Nhâm Tuất (3 tháng 2 năm 1802), Nguyễn Quang Thùy nhận lệnh dẫn quân đi vây đánh lũy Trấn Ninh. Quân Nguyễn chống trả rất quyết liệt nên vẫn chưa chiếm lĩnh được. Thế trận đang hồi giằng co, thì có tin thủy quân của Tây Sơn vừa bị phá tan ở cửa Nhật Lệ, khiến binh mã của vua Cảnh Thịnh liền trở nên hỗn loạn, mặc cho nữ tướng Bùi Thị Xuân đang cố đốc thúc quân. Trước tình thế này vua Cảnh Thịnh đành ra lệnh rút quân về đất Bắc, chỉ để mỗi mình Nguyễn Văn Thận ở lại giữ Nghệ An.
Ngày 1 tháng 6 năm Nhâm Tuất (1802) chúa Nguyễn Phúc Ánh lên ngôi vua tại Phú Xuân, lấy niên hiệu là Gia Long. Sau đó, vua nhà Nguyễn mang đại quân ra Bắc.
Liệu không thể cản phá nổi, vua Cảnh Thịnh (lúc này đổi niên hiệu là Bửu Hưng) cùng đoàn tùy tùng (trong đó có Nguyễn Quang Thùy) bỏ thành, vượt sông Nhĩ Hà (sông Hồng), chạy đến sông Lạng Giang (thuộc Bắc Ninh), trú trong chùa Thọ Xương.
Sách Quốc triều sử toát yếu chép:
... Trú trong chùa Thọ Xương, dân toan bắt, Quang Thụy (tức Quang Thùy) thắt cổ chết. Quang Toản, Quang Duy, Quang Thiệu và bọn tư mã (Nguyễn) Văn Dụng, (Nguyễn) Văn Tứ đều bị dân bắt, bỏ cũi đem nạp tại thành Thăng Long.
Tuy nhiên, theo Phan Thúc Trực tác giả sách Quốc sử di biên, thì Nguyễn Quang Thùy không chết ở đấy, mà chết bên cầu Quất Lâm (Bắc Ninh). Ông kể:
(Nguyễn) Quang Thùy chạy đến Trú Hữu (thuộc Bảo Lộc, Bắc Ninh)... Những kẻ hào mục trong huyện là Tri Bẩm, Giáo Lượng, Suất Đằng liền truy lần theo dấu vết. Quang Thùy chạy đến đồn Như Khuyết, bảo với quân sĩ rằng: "Bọn ngươi đã tiễn ta đến đất Trú Hữu rồi, bây giờ các ngươi nên trở về...". Các quân sĩ đều đáp "dạ, dạ", nhân đó dựng kích ở trước cửa đồn, chắp tay inh ỏi một lúc rồi bỏ chạy hết. Bấy giờ (bên Thùy) chỉ còn độ vài chục người.
Đi đến cầu Quất Lâm, (Quang) Thùy biết sự thế nguy cấp, không thể làm gì được nữa bèn chém vợ và ngựa trước, sau đó thắt cổ chết. Bọn hào mục Trần Duy Dao lập tức đem đầu Thùy về dâng lên đại quân. Sau, đem đầu đi bêu lên cây ở phường Kê...

## Sách tham khảo chính
- Quốc sử quán triều Nguyễn, Quốc triều sử toát yếu. Nhà xuất bản Văn học, 2002.
- Phan Thúc Trực, Quốc sử di biên (bản tiếng Việt do TS. Nguyễn Thị Oanh chủ trì việc biên dịch). Nhà xuất bản Khoa học Xã hội, Hà Nội, 2010.
- Bùi Dương Lịch, Lê quý dật sử. Nhà xuất bản Khoa học Xã hội, Hà Nội, 1987.
- Phạm Văn Sơn, Việt sử tân biên (quyển 4), Tủ sách sử học Việt Nam xuất bản, Sài Gòn, 1961.
- Nguyễn Q. Thắng-Nguyễn Bá Thế, Từ điển nhân vật lịch sử Việt Nam. Nhà xuất bản Khoa học Xã hội, Hà Nội, 1992.